# La Mégère apprivoisée (film, 1908)
Pour les articles homonymes, voir La Mégère apprivoisée (homonymie).
La Mégère apprivoisée (The Taming of the Shrew) est un film muet américain réalisé par D. W. Griffith, sorti en 1908.

## Synopsis
Adaptation de La Mégère apprivoisée.

## Fiche technique
- Titre : La Mégère apprivoisée
- Titre original : The Taming of the Shrew
- Réalisation : D. W. Griffith
- Scénario : Harry Solter[1], D. W. Griffith et Frank E. Woods, d'après la pièce éponyme de William Shakespeare
- Société de production et de distribution : American Mutoscope and Biograph Company[2]
- Photographie : G. W. Bitzer et Arthur Marvin
- Pays :  États-Unis
- Format[3] : Noir et blanc - Muet - 1,33:1 ou 1,37:1[4] - 35 mm[4],[5]
- Longueur de pellicule : 1048 pieds (319 mètres[5])
- Durée : 17 minutes (à 16 images par seconde)[3]
- Date de sortie : 10 novembre 1908

## Distribution
Les noms des personnages proviennent de l'Internet Movie Database.
- Florence Lawrence : Katharina
- Arthur V. Johnson : Petruchio
- Wilfred Lucas
- Guy Hedlund
- Linda Arvidson : Bianca
- Harry Solter : le père de Katharina
- William J. Butler (en)
- Charles Avery : le professeur de musique[1]
- Gene Gauntier : une invitée au mariage[1]
- George Gebhardt : un des soupirants de Bianca[1],[4]
- Charles Inslee : un des soupirants de Bianca[1],[4]
- Jeanie Macpherson : une invitée au mariage[1]
- Charles Moler[1]
- Mack Sennett : le domestique de Petruchio[1]

## Autour du film
Les scènes du film ont été tournées les 1er et 7 octobre 1908. Le premier jour de tournage a été effectué dans le studio de la Biograph à New York avec Arthur Marvin derrière la caméra, tandis que le deuxième jour de tournage a été fait avec G. W. Bitzer à Coytesville, dans le New Jersey.
Une copie du film est conservée à la Bibliothèque du Congrès.

### Source
- Jean-Loup Passek et Patrick Brion, D.W. Griffith : Le Cinéma, Paris, Cinéma/Pluriel - Centre Georges Pompidou, 1982, 216 p. (ISBN 2-86425-035-7)